# Bernard Mabikana
Bernard Mabikana, född 1951, är en friidrottare från Kongo-Brazzaville. Han deltog vid olympiska sommarspelen 1980.